# Cyttomimus affinis
Cyttomimus affinis är en fiskart som beskrevs av Weber, 1913. Cyttomimus affinis ingår i släktet Cyttomimus och familjen Zenionidae. Inga underarter finns listade i Catalogue of Life.